# Slaviša Jokanović
Slaviša Jokanović (en serbio: Славиша Јокановић) (Novi Sad, Yugoslavia, 16 de agosto de 1968) es un exfutbolista y entrenador serbio. Jugó para las selecciones de Yugoslavia y Serbia y Montenegro. Actualmente dirige al Al-Nasr de la UAE Pro League.
Considerado fuerte para el juego aéreo, impresionó en el Partizán antes de pasar siete temporadas en LaLiga al servicio de tres clubes, disputando 208 partidos y marcando 31 goles, principalmente con el Tenerife. También jugó dos años con el Chelsea hacia el final de su carrera y representó a Yugoslavia en la Copa del Mundo de 1998 y en la Eurocopa 2000, jugando 64 partidos y anotando diez goles en una carrera internacional de 11 años.
Jokanović comenzó su carrera como entrenador en 2007, ganando dos dobletes consecutivos con el Partizán, la Liga de Tailandia 2012 con Muangthong United y liderando al Watford y Fulham a la promoción a la Premier League en 2015 y 2018 respectivamente.

## Carrera como jugador

### Inicios
Nacido en Novi Sad, antigua República Federal Socialista de Yugoslavia, Jokanović comenzó a jugar en el club de su ciudad natal, el FK Novi Sad, haciendo su debut con la FK Vojvodina en la temporada 1988-89.
En 1990, Jokanović fichó por el Partizán de Belgrado. En su segundo año, ayudó al equipo a ganar la copa nacional y, en el tercero, anotó 13 goles en la liga (el mejor de su carrera), siendo uno de varios jugadores en anotar en dos dígitos (el equipo anotó 103 en 36 partidos) en el camino a la conquista de la liga.
Tras sus actuaciones en el Partizán, Jokanović fichó por el Real Oviedo de España. Durante su etapa de dos años, se asoció con sus compatriotas Janko Janković, Nikola Jerkan y Robert Prosinečki y, posteriormente, se unió al Tenerife de La Liga, siendo fundamental en su consolidación nacional y europea.

### Deportivo de La Coruña
En el verano de 1999, Jokanović fichó por el Deportivo de La Coruña ante la insistencia del técnico Javier Irureta, que lo desplegó en pareja con los brasileños Donato y Mauro Silva. El trío se combinó durante 85 partidos y cinco goles cuando los gallegos ganaron su primer título de liga.

### Chelsea
Después de solo una temporada con el Deportivo, Jokanović fichó por el Chelsea en octubre de 2000 por 1,7 millones de libras esterlinas. Con el entrenador Claudio Ranieri, apareció 39 veces con los Blues durante dos temporadas consecutivas de la Premier League y jugó un total de 53 partidos. Fue puesto en libertad de acción en julio de 2002 cuando tenía casi 34 años.
Posteriormente se retiró del fútbol profesional tras jugar solo tres meses en la Segunda División española con el Ciudad de Murcia.

## Carrera como entrenador

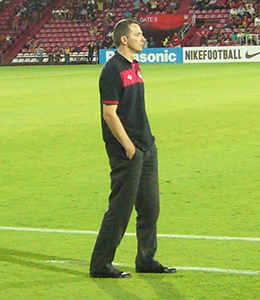
Jokanović con el Muangthong United en 2013

### Partizán
Jokanović vivía en Madrid cuando, en septiembre de 2007, se incorporó al cuerpo técnico del club CA Pinto de Tercera División. Sin embargo, tres meses después, se convirtió en el entrenador del Partizán, reemplazando a Miroslav Đukić, quien se fue para tomar las riendas de la selección nacional. Su familia (esposa y tres hijos) permaneció en la capital española.
En mayo de 2008, bajo la dirección de Jokanović, el club ganó el doblete (liga y copa). También fue seleccionado como el "Mejor Entrenador de Serbia" del año por la Asociación de Fútbol de Serbia, pero se negó a recibir este premio debido a los malos resultados del equipo en la fase de grupos de la Copa de la UEFA.
Jokanović llevó al Partizán a otro doblete en su primera temporada completa, ganando la liga por un margen de 19 puntos sobre su ex equipo Vojvodina. Así, se convirtió en el primer entrenador en la historia del club en defender con éxito los galardones; sin embargo, el 5 de septiembre de 2009 dejó el cargo de mutuo acuerdo, despidiéndose mediante una carta abierta.

### Tailandia, Bulgaria y España
El 28 de febrero de 2012, Muangthong United presentó a Jokanović como su nuevo entrenador, y firmó un contrato de un año con opción a dos años más. En su primera y única temporada, llevó al equipo al tercer título de la Liga de Tailandia en su historia, permaneciendo invicto en el proceso.
A mediados de julio de 2013, Jokanović reemplazó a Nikolay Mitov como entrenador del equipo búlgaro PFC Levski Sofia. Fue relevado de sus funciones en octubre debido a los malos resultados, pero los seguidores del club afirmaron que debería haberle dado tiempo para cambiar las cosas.
El 5 de mayo de 2014, el Hércules CF de España nombró a Jokanović como entrenador hasta final de temporada, en sustitución de Quique Hernández, que había sido despedido con el equipo en el último puesto de la tabla de Segunda División. Solo logró una victoria en sus cinco partidos al mando, en un eventual descenso.

### Watford

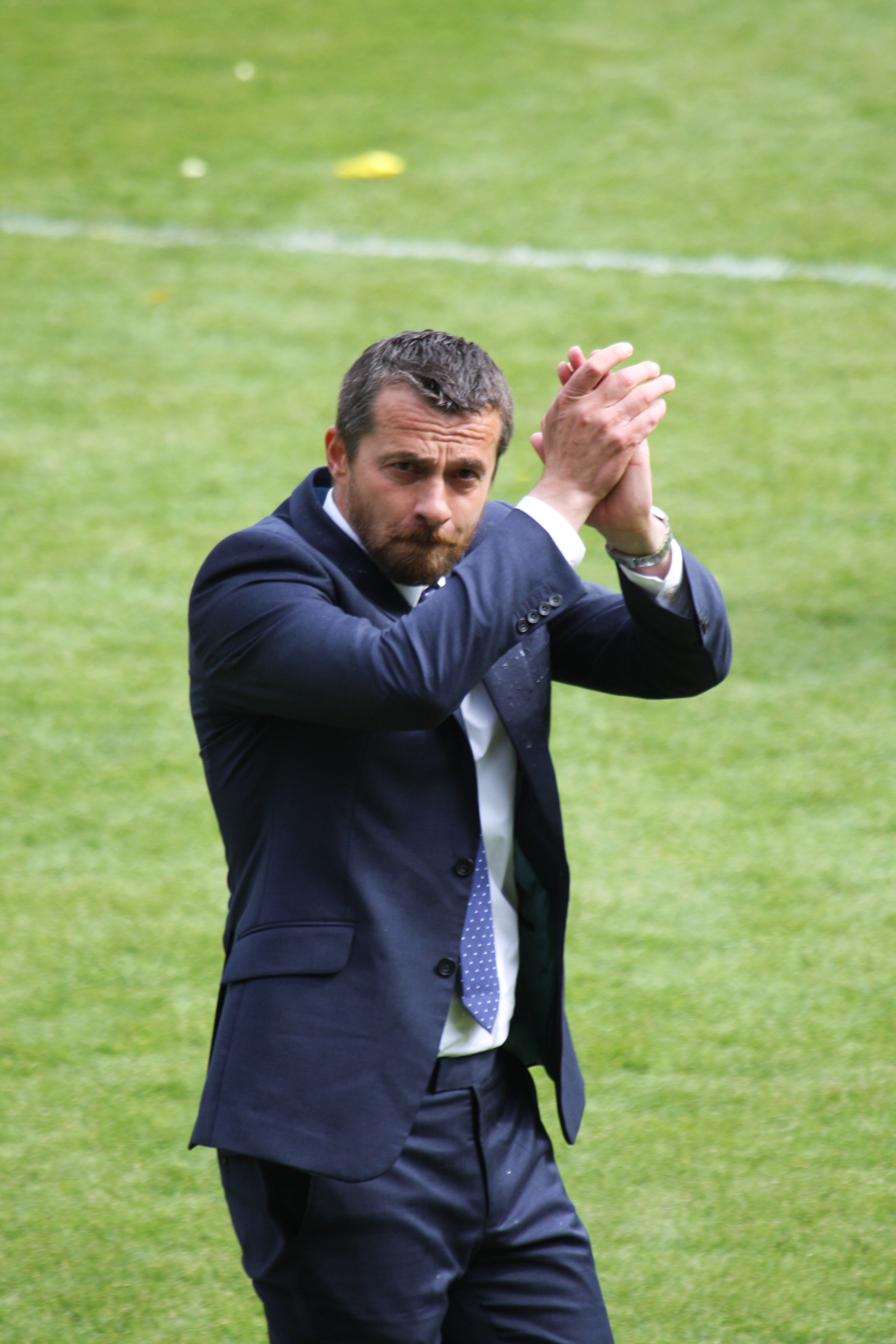
Jokanović como entrenador del Watford en 2015

El 7 de octubre de 2014, Jokanović fue designado con un contrato a corto plazo al frente del Watford, el club del Championship inglés, su cuarto entrenador en cinco semanas. Bajo su liderazgo, los Hornets ascendieron a la Premier League con un partido de sobra, sellándola con una victoria por 2-0 ante el Brighton & Hove Albion el 25 de abril de 2015 para su victoria N°15 en 20 partidos; el equipo también estuvo a minutos de ganar el título de liga en el partido final, pero concedió un empate en el tiempo de descuento al Sheffield Wednesday que permitió que el Bournemouth los superara. Sin embargo, no llegó a un acuerdo con el club para renovar su contrato, siendo sustituido por Quique Sánchez Flores.

### Maccabi Tel Aviv
El 14 de junio de 2015, Jokanović fue nombrado entrenador del Maccabi Tel Aviv. El 25 de agosto, llevó al club a la fase de grupos de la UEFA Champions League por primera vez en 11 años, tras derrotar al FC Basel por la regla de los goles a domicilio.

### Fulham
Jokanović duró poco más de seis meses en el cargo antes de elegir regresar al Championship y unirse al Fulham el 27 de diciembre de 2015 como entrenador. Después de evitar el descenso por 11 puntos, logró su objetivo de estar entre los seis primeros en su primera temporada completa en Craven Cottage.
Llevó al club a la Premier League luego de vencer al Aston Villa por 1-0 en el estadio de Wembley el 26 de mayo de 2018 en la final de los play-offs. De esta manera, se convirtió en el primer entrenador extranjero que logró subir a dos equipos diferentes a la élite inglesa, el Watford y el Fulham. El 14 de noviembre, sin embargo, después de siete resultados consecutivos sin ganar y con la clasificación del equipo en último lugar, fue destituido y reemplazado por Claudio Ranieri.

### Al-Gharafa
En junio de 2019, Slaviša Jokanović inició un nuevo reto profesional, cuando se anunció su llegada al Al-Gharafa de la Qatar Stars League. El técnico se convirtió en uno de los referentes de esta competición a tres años vista del Mundial que organizará el país. Su llegada significó una apertura hacia un fútbol atractivo que sirviera de ejemplo para el resto de equipos, compartiendo banquillo con entrenadores como Xavi Hernández o Rui Faria, entre otros. Tras su primera temporada, Jokanovic fue nominado a mejor entrenador de la temporada tras su buen trabajo en el club.

### Sheffield United
El 27 de mayo de 2021, Jokanović fue contratado por el recién descendido Sheffield United con un contrato de tres años, convirtiéndose en el primer entrenador extranjero del club. Fue despedido el 25 de noviembre, habiendo ganado seis de los 19 encuentros del Championship y con el equipo situado en 16.ª posición.

### Dínamo Moscú
El 17 de junio de 2022, Jokanović firmó un contrato con el Dínamo Moscú de la Premier League rusa para la próxima temporada, con la opción de dos años más según el rendimiento. Fue despedido el 14 de mayo de 2023 luego de una derrota por 3-0 ante el Akhmat Grozny, con el club ubicado en el 7° lugar.

### Al-Nasr
El 9 de junio de 2025, fue oficializado como entrenador del Al-Nasr.

## Clubes

### Jugador
| Club                | País                | Año       | Partidos | Goles |
| ------------------- | ------------------- | --------- | -------- | ----- |
| FK Vojvodina        | Yugoslavia          | 1988-1990 | 61       | 21    |
| FK Partizan         | Serbia y Montenegro | 1990-1993 | 54       | 10    |
| Real Oviedo         | España              | 1993-1995 | 62       | 12    |
| CD Tenerife         | España              | 1995-1999 | 123      | 17    |
| RC Deportivo        | España              | 1999-2000 | 23       | 2     |
| Chelsea FC          | Inglaterra          | 2000-2002 | 39       | 0     |
| CF Ciudad de Murcia | España              | 2003-2004 | 6        | 0     |

### Entrenador
- Datos actualizados al último partido dirigido el 9 de junio de 2025.

| Club                   | País                   | Año           | PJ  | PG  | PE  | PP  | Efectividad |
| ---------------------- | ---------------------- | ------------- | --- | --- | --- | --- | ----------- |
| FK Partizan            | Serbia                 | 2007-2009     | 76  | 54  | 12  | 10  | 76.31%      |
| Muanthong United       | Tailandia              | 2012-2013     | 54  | 34  | 12  | 8   | 70.37%      |
| PFC Levski Sofia       | Bulgaria               | 2013-2014     | 12  | 6   | 4   | 2   | 61.11%      |
| Hércules CF (Interino) | España                 | 2014          | 5   | 1   | 1   | 3   | 26.67%      |
| Watford                | Inglaterra             | 2014-2015     | 36  | 21  | 5   | 10  | 62.96%      |
| Maccabi Tel Aviv       | Israel                 | 2015          | 29  | 13  | 4   | 12  | 49.43%      |
| Fulham                 | Inglaterra             | 2016-2018     | 145 | 64  | 36  | 45  | 52.42%      |
| Al-Gharafa             | Catar                  | 2019-2021     | 54  | 25  | 10  | 19  | 52.47%      |
| Sheffield United       | Inglaterra             | 2021          | 22  | 8   | 6   | 8   | 45.45%      |
| Dinamo Moscú           | Rusia                  | 2022-2023     | 38  | 15  | 11  | 12  | 49.12%      |
| Al-Nasr                | Emiratos Árabes Unidos | 2025-presente |     |     |     |     |             |
| Total                  | Total                  | Total         | 471 | 241 | 101 | 129 | 58.32%      |

## Palmarés

### Como jugador

#### Campeonatos nacionales
| Título                              | Club         | País                | Año     |
| ----------------------------------- | ------------ | ------------------- | ------- |
| Primera Liga de Yugoslavia          | FK Vojvodina | Yugoslavia          | 1988-89 |
| Copa de Yugoslavia                  | FK Partizan  | Yugoslavia          | 1991-92 |
| Primera Liga de Serbia y Montenegro | FK Partizan  | Serbia y Montenegro | 1992-93 |
| Primera División de España          | RC Deportivo | España              | 1999-00 |
| Supercopa de España                 | RC Deportivo | España              | 2000    |

### Como entrenador

#### Campeonatos nacionales
| Título              | Club              | País      | Año     |
| ------------------- | ----------------- | --------- | ------- |
| Superliga de Serbia | FK Partizan       | Serbia    | 2007-08 |
| Copa de Serbia      | FK Partizan       | Serbia    | 2007-08 |
| Superliga de Serbia | FK Partizan       | Serbia    | 2008-09 |
| Copa de Serbia      | FK Partizan       | Serbia    | 2008-09 |
| Liga de Tailandia   | Muangthong United | Tailandia | 2012    |